# Amenmose (hijo de Tutmosis I)
| M17 | Y5 · N35 | F31 | S29 |

| M17 | Y5 · N35 | F31 | S29 |

Amenmose (o Imenmes, que significa "Nacido de Amón") fue un príncipe del Antiguo Egipto que vivió durante la dinastía XVIII. Era el hijo mayor y heredero designado del faraón Tutmosis I pero falleció antes que su padre.
Es probable que Amenmose hubiese nacido antes de que su padre ascendiera al trono. No se sabe quién fue su madre o la madre de su hermano Uadymes (o Uadymose). Es probable que haya sido la gran esposa real Ahmose, que también fue la madre de Hatshepsut y Neferubiti, o la reina secundaria Mutnefert, que también fue la madre de Tutmosis II.
El príncipe Amenmose está representado en la tumba EK3 de El Kab de su tutor Paheri, que también lo fue de su hermano Uadymose. Paheri tenía el título de Tutor del Hijo del Rey. También se ha encontrado un fragmento de un pequeño naos de piedra de Amenmose que data del año 4 de Tuhmosis I encontrado en Guiza. Allí aparece el nombre de Amenmose escrito en un cartucho, que generalmente estaba restringido a los faraones y sus principales reinas. Era raro que un príncipe heredero fuera identificado de esta manera. Lleva los títulos de hijo real mayor y general en jefe de su padre.
Este título de general en jefe, generalísimo o gran supervisor de las tropas de su padre, aunque ya había sido utilizado durante el Reino Medio de Egipto no fue común a principios de la dinastía XVIII, lo que induce a pensar que en ese momento estaba enlazado con el de ser el hijo mayor y sucesor del rey. Sin embargo, este título sería utilizado más tarde con frecuencia para los príncipes durante el período ramésida.
En la breve inscripción del fragmento del naos se describe el viaje de placer del heredero a Guiza, tema que será retomado y desarrollado más adelante. El príncipe, como general en jefe, debía residir, temporal o permanentemente, en Menfis, donde sabemos que su padre Tutmosis I poseía un palacio.
Murió entre el año 4 y el final del reinado de su padre, cuyos sucesores fueron Tutmosis II y Hatshepsut.